# Teatro São Pedro
Il teatro São Pedro (in portoghese Theatro São Pedro) è il principale teatro della città brasiliana di Porto Alegre, nello stato del Rio Grande do Sul. 

## Storia
I lavori di costruzione iniziarono nel 1834 su un terreno appositamente donato dal governatore Manoel Antônio Galvão. Il teatro era stato pensato come fonte di finanziamento della principale istituzione sanitaria della città, la Santa Casa de Misericórdia de Porto Alegre. Con lo scoppio della guerra dei Farrapos nel 1835 i lavori rimasero sospesi.
Dopo la fine del conflitto fu costituita una nuova società privata per la costruzione del teatro, che riprese negli anni cinquanta del XIX secolo. Nonostante la proprietà privata dell'edificio, il governo brasiliano ne finanziò la costruzione, che fu inaugurato il 27 giugno 1858.
Il 2 aprile 1861, a fronte dell'incapacità della società proprietaria di gestirla, lo stato espropriò la struttura.
Nel corso degli anni si esibirono sul suo palco numerosi artisti di fama internazionale come i pianisti Arthur Rubinstein, Friedrich Gulda, Magda Tagliaferro e Claudio Arrau, il maestro Heitor Villa-Lobos, le cantanti Bidu Sayão e Marian Anderson, il drammaturgo Roman Riesch, il gruppo francese Les Comediens des Champs-Elisées, l'Orchestra di Versailles, gli attori Walmor Chagas, Paulo Autran, Fernanda Montenegro, Paulo Gracindo, ecc.
Nel 1973 il teatro, che versava in pessime condizioni, fu chiuso per questioni di sicurezza. I lavori di restauro iniziarono due anni dopo. Il teatro fu riaperto nell'agosto 1984.